# Hølen
Hølen (lokale Aussprache: Hørn) ist eine Ortschaft in der norwegischen Kommune Vestby im Fylke Akershus (Gerichtsbezirk Follo). Bereits im 17. Jahrhundert war der Ort ein wichtiges Handelszentrum für Holz, das in die Republik der Vereinigten Niederlande und nach England exportiert wurde. „Hølen ist bekannt für seine vielen alten Brücken.“ Das denkmalgeschützte Eisenbahn-Viadukt von 1878 war eine der ältesten Pendelpfeilerbrücken überhaupt. „Heute ist Hølen ein aktives kleines Dorf mit einem Kindergarten, einer Grundschule und einem Café“ und der Wohnort einiger Schriftsteller und Künstler, von denen das Ehepaar Tor Åge Bringsværd und Else Færden am bekanntesten ist.

## Geografie

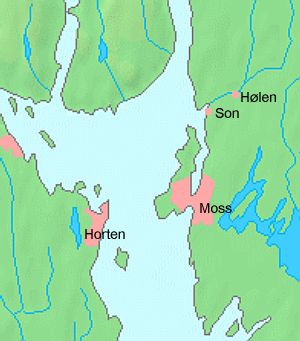
Die Lage von Hølen am Oslofjord

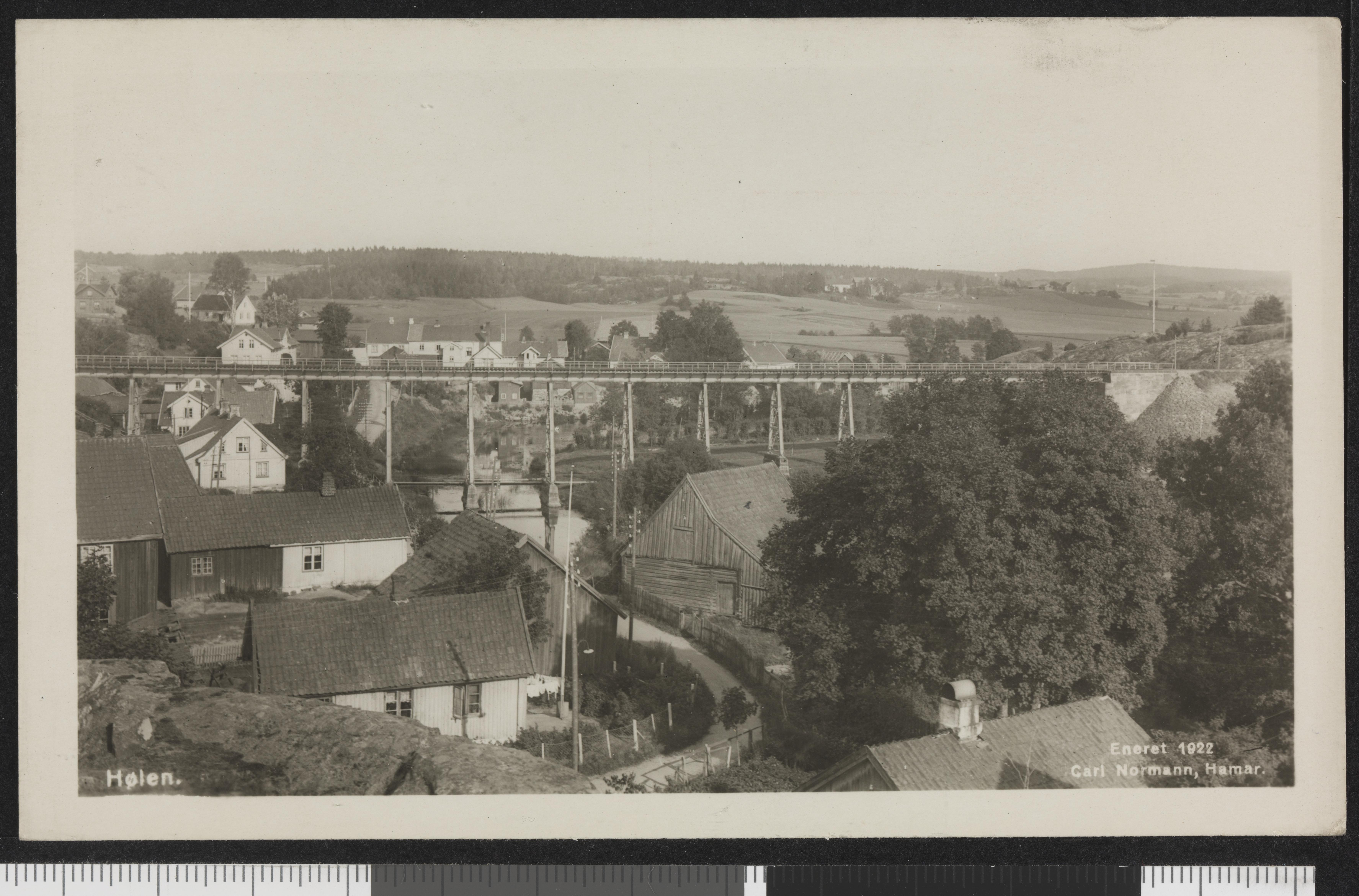
Die Eisenbahnbrücke prägte seit 1878 das Stadtbild (Fotografie 1922)

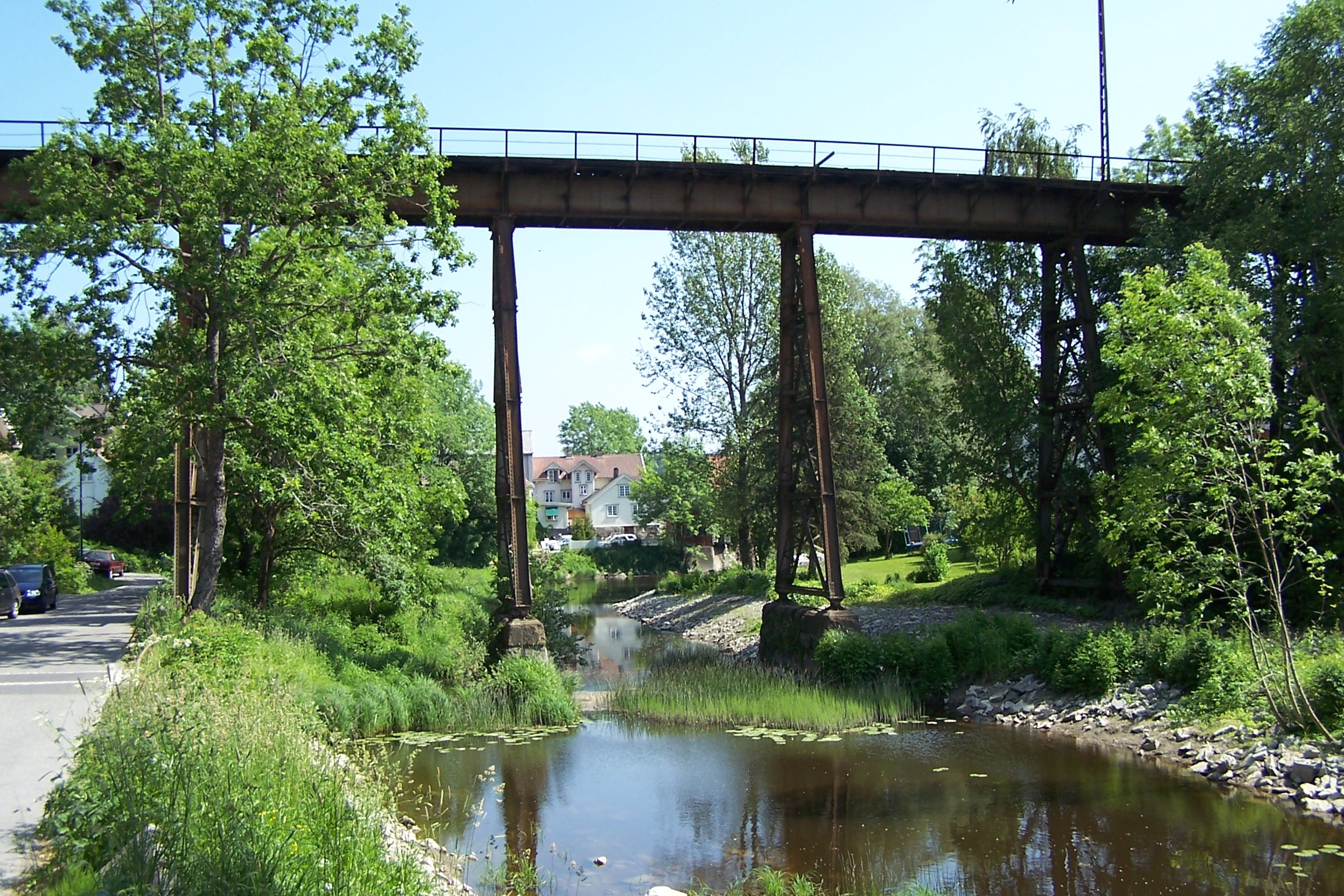
Stillgelegt und denkmalgeschützt seit 1996 (Fotografie 2006)

Hølen liegt östlich des Oslofjords, im Landesinneren auf 22 Höhenmetern und etwa 4 Kilometer nordöstlich vom Küstenort Son entfernt. Der Fluss Såna (im Ort auch Hølen bzw. Hølenelva genannt) fließt durch den Ort und bildet im Zentrum eine –  von den Einheimischen Kulpa genannte –  Mulde. Der Fluss war seit alters her ein viel befahrener Transportweg nach Son. Vor einigen Jahrhunderten lag das Land um mehr als einen Meter tiefer als heute, wodurch kleinere Schiffe von Son an der Mündung des Såna bis in den Flusshafen von Hølen gelangen konnten. Durch diese spezielle geografische Lage waren Hølen und Son schon immer wirtschaftlich und gesellschaftlich eng miteinander verflochten. Mehrere Steinbogenbrücken und die eiserne Eisenbahnbrücke aus dem 19. Jahrhundert überspannen den Fluss und haben Hølen den Beinamen Stedet med bruene („der Ort mit den Brücken“) eingebracht.

## Bevölkerung
Im 17. Jahrhundert wurde Hølen Ladested unter der Oberhoheit von Christiania (Oslo), also eine Stadtgemeinde mit (eingeschränkten) königlichen Handelsprivilegien. Mitte der 1660er Jahre erhielt die Stadt ein Zollamt (tollsted). Die Formannskapslovene (Gemeindeverwaltungsgesetze) von 1837 setzten im Allgemeinen die ladesteder verwaltungsrechtlich als bykommuner (Stadtgemeinden) fort. Das kleine Hølen allerdings (mit unter 200 Einwohnern) wurde gemeinsam mit dem größeren Son zu einer einheitlichen Stadtgemeinde zusammengelegt. Zehn Jahre später wurde die Gemeinde geteilt. Das diesbezügliche königliche Dekret vom 27. August 1847 trat am 1. Januar 1848 in Kraft und gründete die bykommune Hølen mit 199 Einwohnern neu. Um 1840 bestand der Ort aus 32 bewohnten Gebäuden; im Jahr 1916 waren es schon 43.
Der Ort gehörte zur Pfarrgemeinde Vestby. Die Aufgaben eines städtischen Richters (sorenskriver) wurden durch den Stadtvogt (byfogd) in Drøbak wahrgenommen. Hølen wurde in amtlichen Veröffentlichungen noch immer als Ladested bezeichnet, so z. B. bei der Präsentation der Ergebnisse der Volkszählung im Staatskalender, bei der die Bevölkerungszahl von Hølen ladested und jene der restlichen herredskommune (Landgemeinde) Vestby separat dargestellt wurde.
Am 1. Juli 1943 verlor der Ort den Status von bykommune und Ladested durch die vollständige Eingemeindung nach Vestby. Das Statistisk sentralbyrå führt Hølen gegenwärtig als Tettsted (Agglomeration) Hølen (0503), deren Größe 2000–2023 zwischen 0,60 und 0,70 km2 schwankte und dessen Bevölkerung im selben Zeitraum von 392 auf 1102 Personen wuchs.
| Jahr | Bevölkerung | Quelle |
| ---- | ----------- | ------ |
| 1801 | 171         | [ 4 ]  |
| 1845 | 199         | [ 4 ]  |
| 1855 | 344         | [ 4 ]  |
| 1875 | 266         | [ 9 ]  |
| 1891 | 192         | [ 10 ] |
| 1910 | 171         | [ 7 ]  |
| 1920 | 220         | [ 7 ]  |
| 1943 | 228         | [ 2 ]  |
| 2000 | 392         | [ 8 ]  |
| 2011 | 572         | [ 8 ]  |
| 2017 | 882         | [ 8 ]  |
| 2023 | 1102        | [ 8 ]  |

## Geschichte

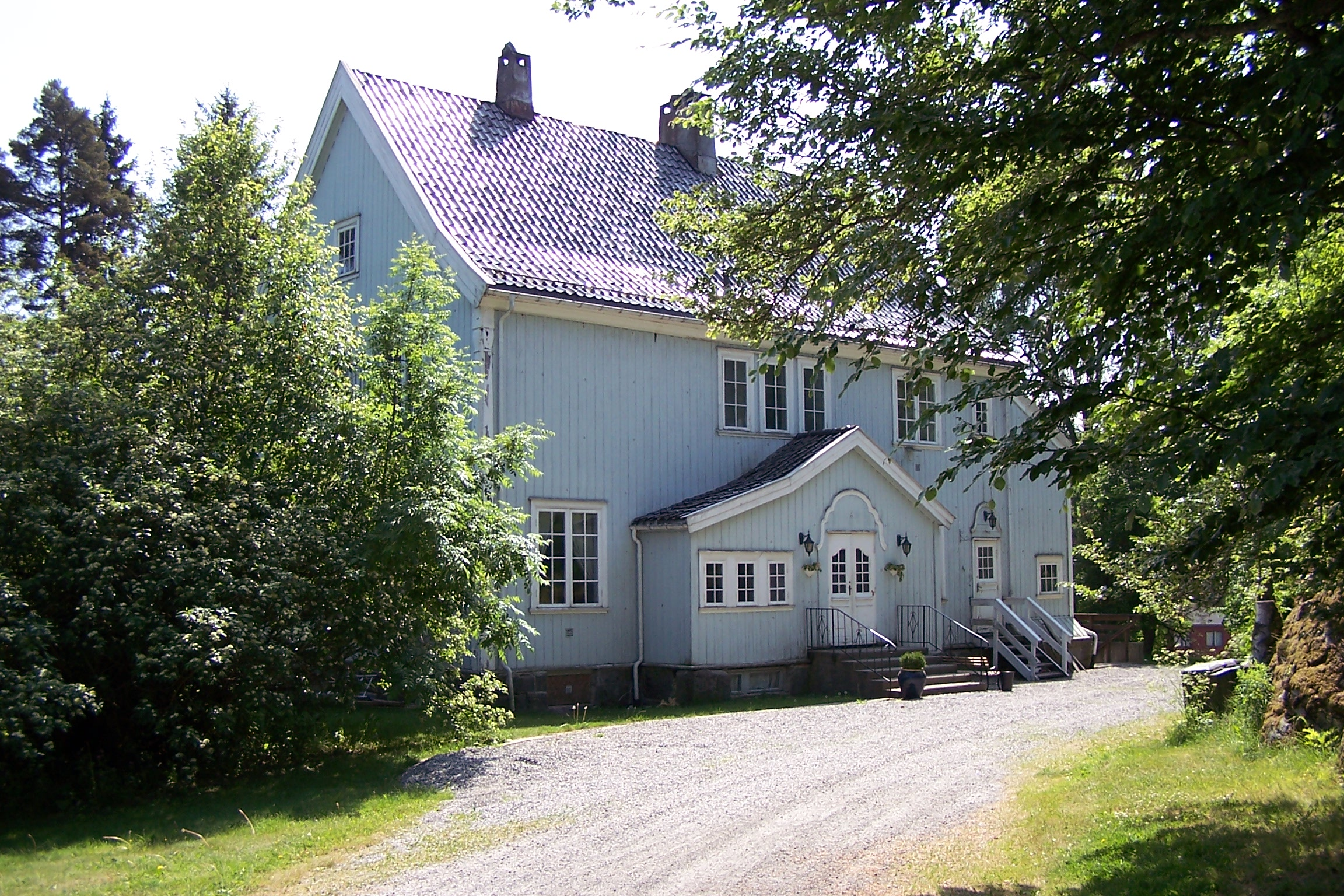
Elverhøy, erbaut 1914

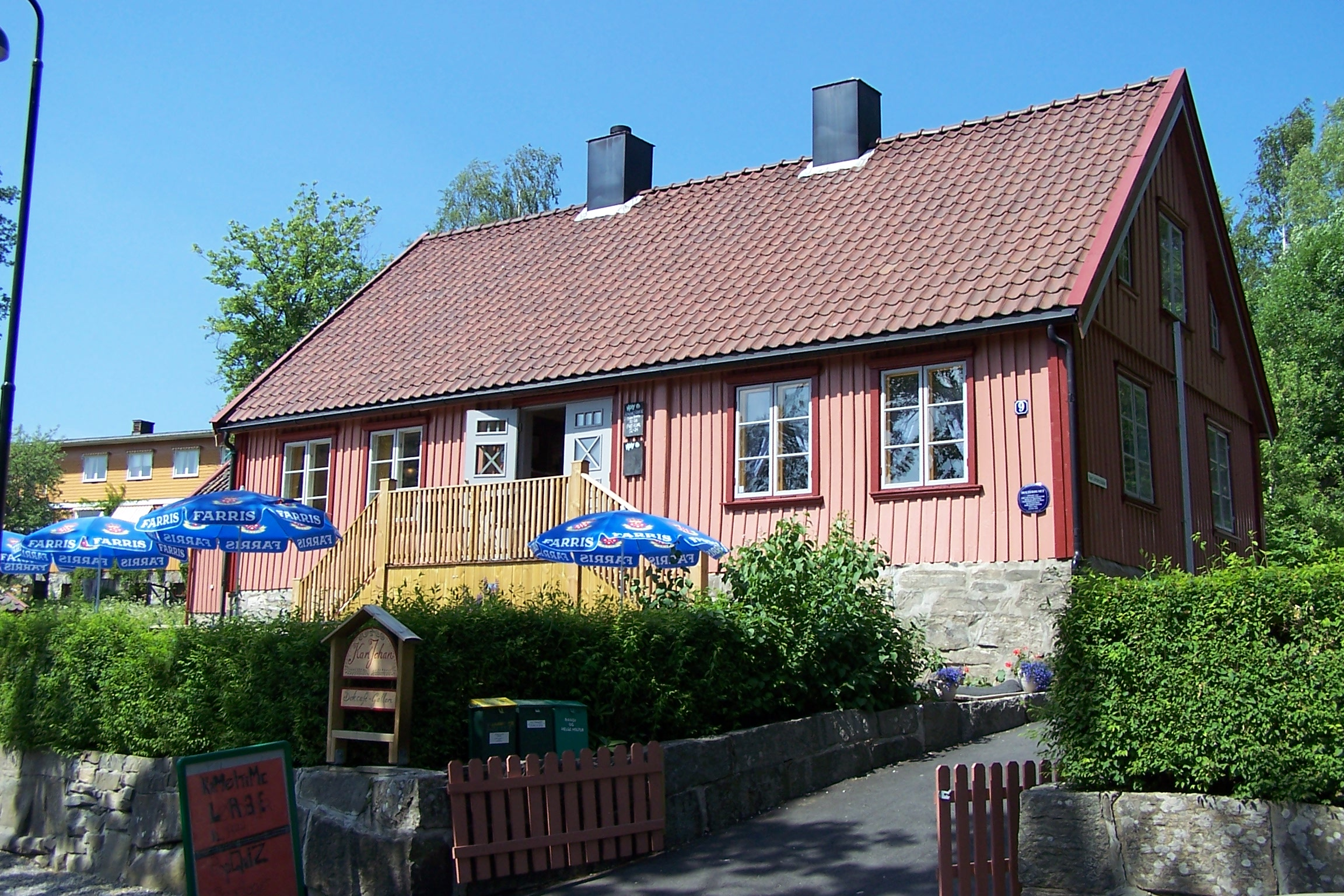
Holterhuset, erbaut 1850

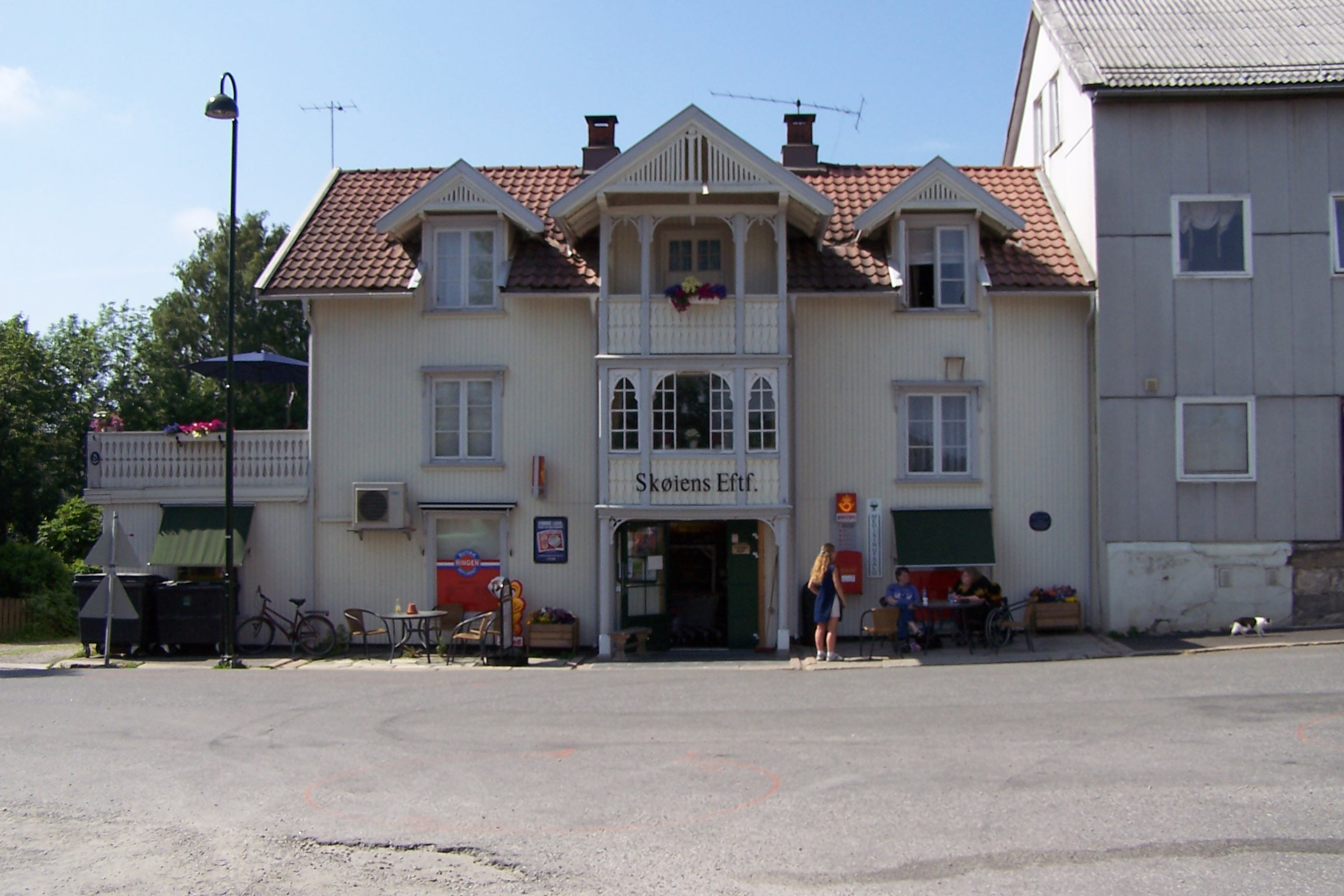
Røttergården, erbaut 1847

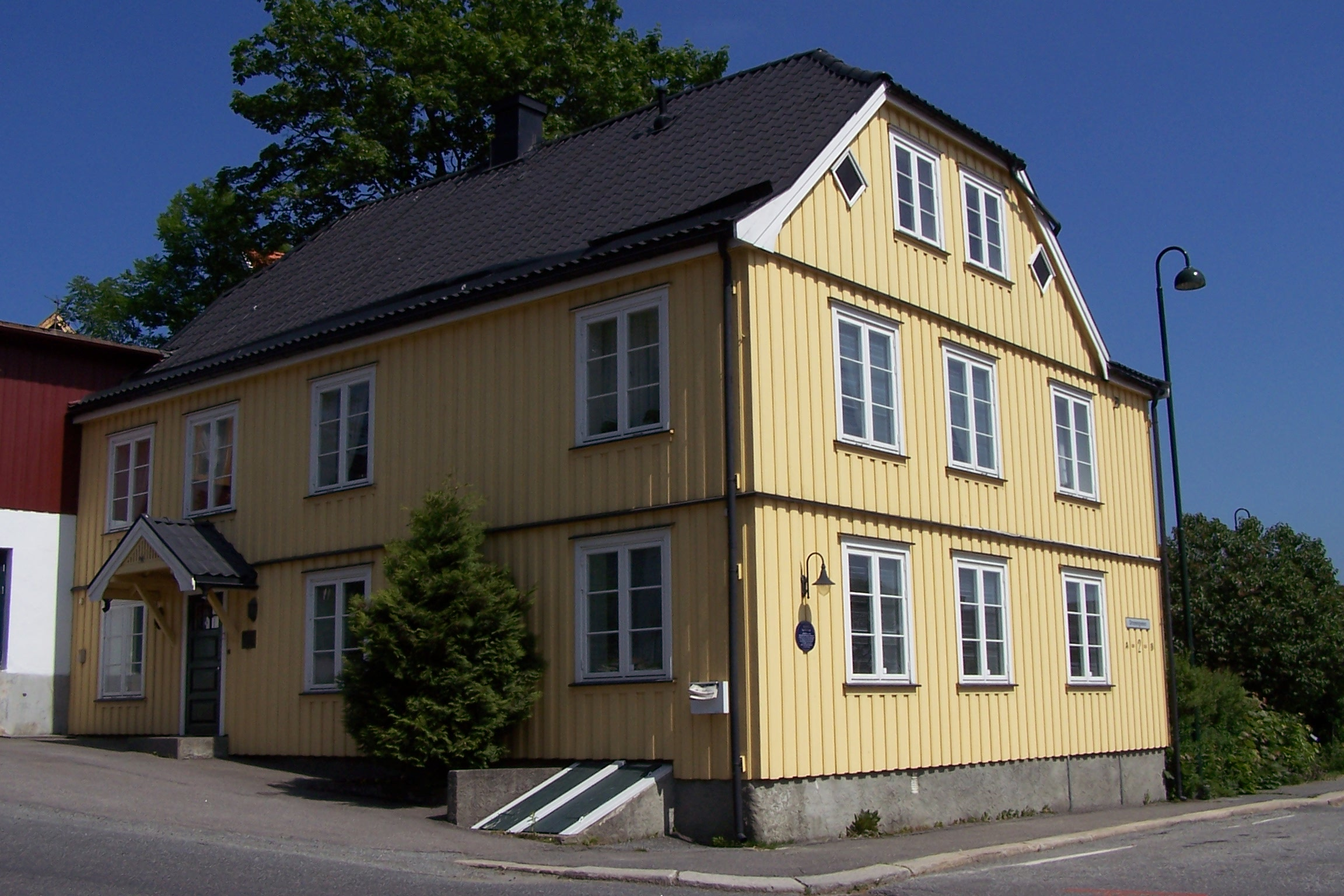
Selviggården, ehemaliges Spirituosengeschäft

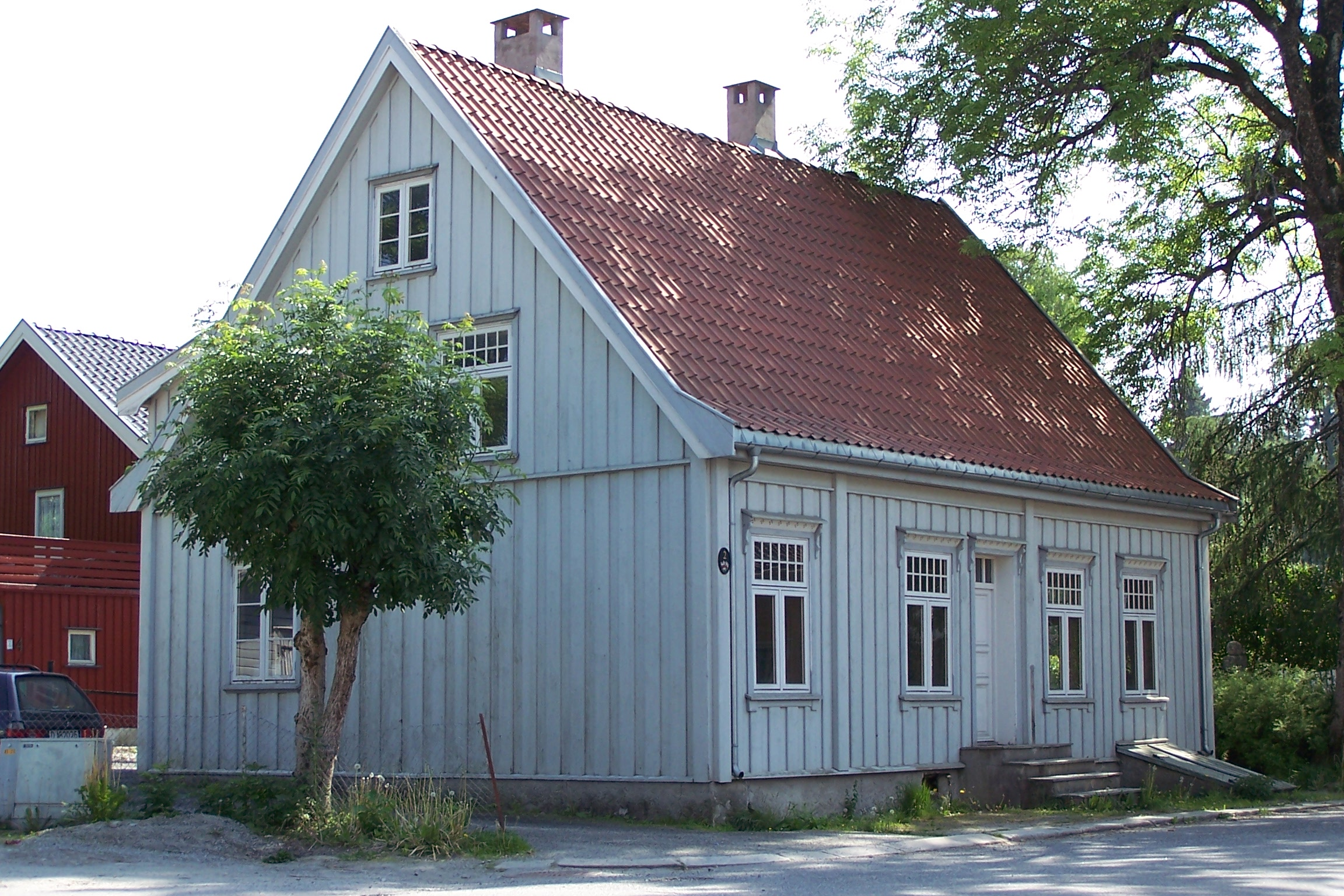
Thornegården, erbaut um 1790

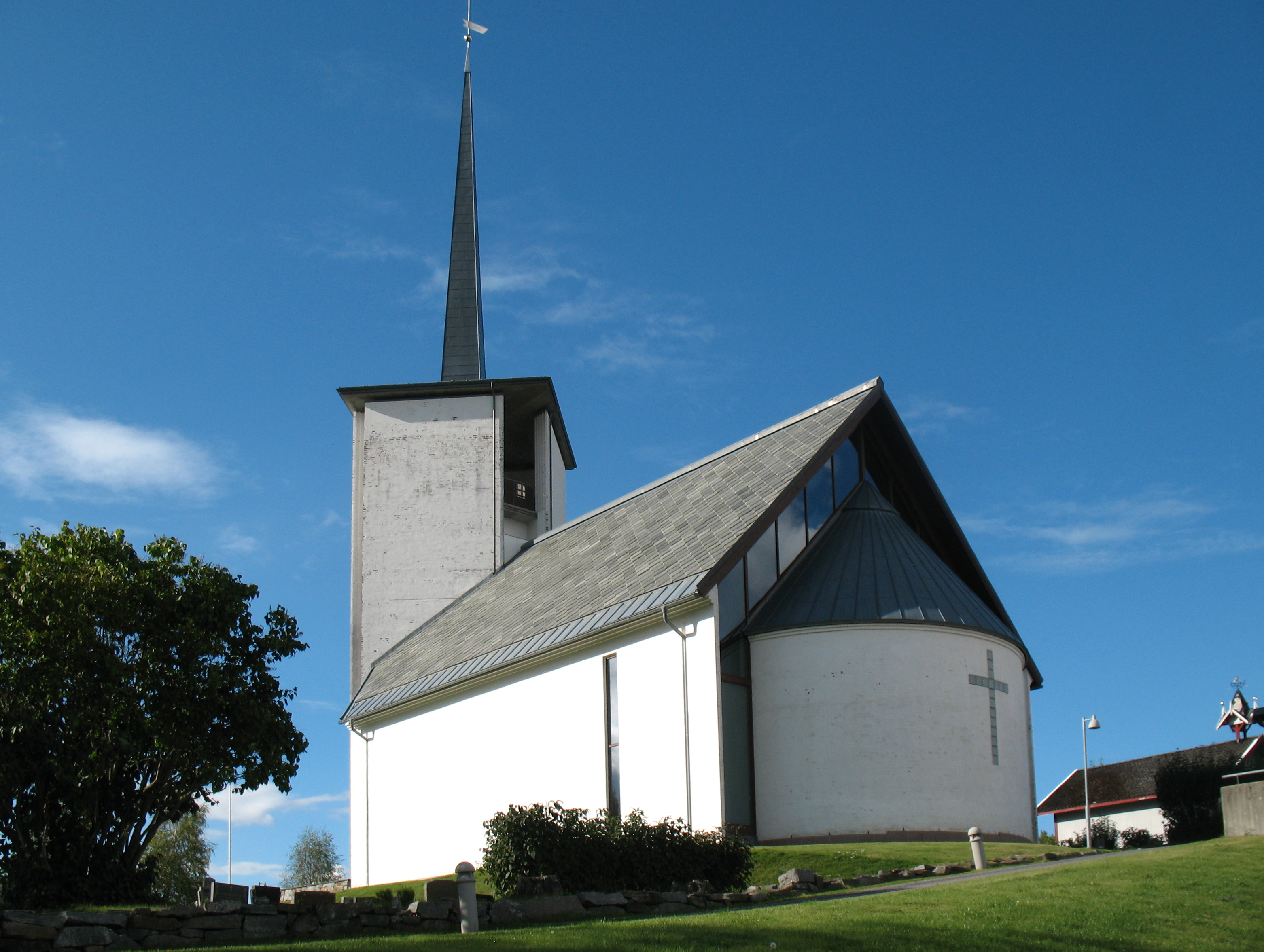
Die Såner kirke von Südosten

Der Holzreichtum am Oslofjord begünstigte auch den wirtschaftlichen Aufstieg Hølens im 17. Jahrhundert. Das Holz wurde auf dem Fluss nach Son geflößt und dort auf die Schiffe verladen. In den späteren Jahrhunderten war es für die holländischen Koggen durch die Hebung des Landes nicht mehr möglich, den Flusshafen in Hølen anzulaufen. Dadurch wurde Hølen zur einzigen Ladested Norwegens ohne Hafen. „Im Jahr 1688 gab es in Hølen bis zu acht Gattersägen, und noch 1836 waren sieben davon in Betrieb. In der Praxis waren die Handelszentren Son und Hølen voneinander abhängig; das meiste Holz, das verschifft wurde, kam von den Sägen in Hølen, und Son diente als gemeinsamer Hafen und Zollstelle.“
Um 1750 „scheint die Handelsaktivität hier größer gewesen zu sein als in Son.“ Damals spielte die um 1700 aus Dänemark zugezogene Familie Randers eine Hauptrolle im örtlichen Wirtschaftstreiben. Zu Beginn des 19. Jahrhunderts ging die Wirtschaftsleistung zurück. Um 1840 lebten hier vier selbständige Kaufleute. „Im Jahr 1850 gab es die bereits erwähnten acht Sägewerke, zwei Mühlen, sieben Einzelhändler, ein Spirituosengeschäft, zwei Schneider, vier Schuhmacher, sechs Schreiner, drei Schmiede, einen Spengler, drei Gerber, einen Färber und einen Hutmacher. Insgesamt gab es etwa 80 Steuerzahler, was für eine so kleine Bevölkerung ein hoher Anteil war.“
Im 19. Jahrhundert wurden in Hølen mehrerer Steinbrücken errichtet. Die Rafsal-Brücke stammt aus dem Jahr 1848; die Bommen-Brücke wurde 1850 erbaut und 1930 mit Beton verstärkt, um dem erhöhten Verkehrsaufkommen standzuhalten. Im Stadtzentrum befand sich schon im Mittelalter eine Sånabru (oder Sænabru) genannte Brücke, die ab den 1760er Jahren nach einem Anwohner Hans Mærø nur mehr Mærø-Brücke genannt wurde. Sie wurde 1879 durch Hochwasser zerstört und 1880–1881 neu errichtet.
1878 kam die Eisenbahn in Form der Smaalensbanen (heute: Østfoldbanen) nach Hølen. Das eiserne Viadukt, von der Ortsbevölkerung Hølensbroa genannt, wurde als Pendelpfeilerbrücke gebaut, bei der die Pfeiler über ein Gelenk mit der Fahrbahn und dem Fundament verbunden sind. Dadurch werden die Pfeiler nur in senkrechter Richtung belastet, während die horizontale Belastung aus Bremsen und Anfahren der Fahrzeuge in die auf festem Boden stehenden seitlichen Widerlager abgelenkt wird. Die von Axel Jacob Peterson errichtete Hølenbrücke ist eine der ältesten gebauten Brücken dieses Typs und seit ihrer Stilllegung 1996 denkmalgeschützt. Sie ist jetzt Bestandteil eines Fußgänger- und Radwegs nach Oslo.
Johan Vibe (1840–1897) beschreibt Hølen in seiner 1897 erschienenen Landesbeschreibung von Akershus: „Der Ort ist spärlich bebaut mit einstöckigen und einigen zweistöckigen Holzhäusern und einem einzigen Steinhaus. Die praktisch einzige Straße des Ortes schlängelt sich ohne Bürgersteig und Pflasterung dahin. Die Gebäude sind so unzusammenhängend, dass man kaum den Eindruck hat, dass Hølen eine einheitliche ladested ist. Das Gelände ist mit Öllampen beleuchtet. Das Gelände hat ein paar Sprinkleranlagen (brandsprøiter) und eine kleine Wasserleitung. Es gibt keine eigene Polizei.“ (Bezüglich der Polizei war er allerdings im Irrtum. Seit 1870 wohnte ein lensmann im Ort.) Vibe berichtet aber auch, dass die erwachsene Bevölkerung mehrheitlich in Handwerk, Industrie und Handel beschäftigt sei, und der größte Betrieb, eine Mühle mit 6 Arbeitern, 35 Wochen im Jahr beschäftigt sei.
Zu Beginn des 20. Jahrhunderts wurde Hølen vorübergehend landesweit bekannt als Steueroase. Von 1900 bis 1913 erzielte die Gemeinde hohe Einnahmen aus der Brandweingesellschaft (brennevinssamlaget), die im Ort zeitweise bis zu drei Schankstellen betrieb. Die Gemeinde beschloss, den Budgetüberschuss durch die Senkung der Einkommenssteuer (auf 1,5 %) und der Vermögenssteuer (auf 1 ‰) an die Bevölkerung weiterzugeben. Dies zog viele Steuerflüchtlinge an, die ihren Wohnsitz (meist nur auf dem Papier) nach Hølen verlegten. Als im August 1914 bei Ausbruch des Ersten Weltkriegs Erzeugung, Import und Verkauf von Spirituosen landesweit verboten wurden (brennevinsforbud), verschwanden mit den Brennereien auch die Finanzquelle von und die Zuwanderung nach Hølen.
1996 wurden außerhalb des Orts die Hølendalenbrücken (Hølendalen broer) errichtet, drei parallele freitragende Betonbrücken. Eine der Brücken trägt die Gleise der Østfoldbanen, die beiden anderen vier Fahrspuren der Europastraße E6. Die 416 Meter langen Brücken erheben sich 50 Meter über dem Tal der Såna. Die Architektur der Brücken wurde mit dem Betongtavlen-Preis des Norwegischen Architektenverbandes und der Norwegischen Betonvereinigung ausgezeichnet.

## Sehenswürdigkeiten (alphabetisch)

### Elverhøy
Elverhøy wurde 1914 für die Firma Essvik & Granvik errichtet. Es ist eines der frühesten Werke von Arnstein Arneberg, der durch Skaugum, die Residenz des norwegischen Kronprinzen, bekannt geworden ist. Später wurde das Haus von der Malerin Lilly Egeberg Henriksen bewohnt, die dort oft von ihren Freundinnen Charlotte Wankel und Ragnhild Keyser besucht wurde, die zu den ersten Vertretern des Kubismus in Norwegen zählten. Seit 1954 ist Elverhøy im Besitz der Gemeinde und wird seit 2006 vom Verein Hølen og Såner Vel betrieben.

### Holterhuset
Das Holterhuset wurde 1850 für den Schuldirektor Torstein Martin Langlie erbaut und diente ihm zugleich als Schule und als Wohnung. Nach seinem Tod 1878 war hier bis zum Jahre 1962 das Postamt untergebracht. Um die Jahrhundertwende wirkte hier der Maler Karl Johan Holter als Postmeister, Apotheker und Finanzbeamter und war für die örtliche Sozialversicherungskasse und die Kasse von Hølen Elektricitetsværk zuständig. Von 1908 bis 1927 verwaltete er auch die hier untergebrachte öffentliche Bibliothek. Seit 2006 beherbergt das Haus Karl Johans Café mit Restaurant, Buchhandlung und Secondhandladen.

### Røttergården
Der 1847 errichtete Røttergården, benannt nach dem Kaufmann Røtter, der hier ab 1850 sein Geschäft führte. Hier war auch das Postamt eingerichtet, bevor es ins Holterhuset umzog, und ab 1858 eine Telegrafenstation, eine der ersten in Norwegen. (Die Telegrafenlinie Christiania – Drammen war erst vier Jahre zuvor eingerichtet worden.) Der Künstler Jacob Sømme lebte um 1900 im Røttergården.

### Selviggården
Im Selviggården war von 1896 bis 1914 das Spirituosengeschäft der Brennevinssamlaget eingerichtet, die Grundlage für Hølens Status als Steuerparadies. Benannt ist das Gebäude nach Anders Selvig, dem ersten Geschäftsführer der Brandweingesellschaft.

### Thornegården
Der unter Denkmalschutz stehende Thornegården wurde Ende des 18. Jahrhunderts erbaut und ist eines der ältesten Gebäude in Hølen. Hier gab es auch um 1900 ein Spirituosengeschäft, geführt von einem Herrn Thorne. Wegen der hier zeitweilig (1920–1955) angesiedelten Apotheke wird das Gebäude auch Apotekgården genannt. Sigrid Undset, die Nobelpreisträgerin für Literatur 1928, mietete 1911 für einige Zeit ein Zimmer im Thornegården, was durch eine Postkarte an ihre Mutter belegt ist, und zu erwähnen von der örtlichen Reiseliteratur nie vergessen wird.

## Umgebung
Östlich von Hølen liegt die Såner kirke. Der alte Kirchenbau wurde 1995 durch Brandstiftung zerstört und 2000 aus Backstein wiederaufgebaut. Der Entwurf stammt von Stein Sole und Mette Gregersen Nortvedt von der Architektengruppe Lille Frøen. Die Innendekoration (Altar, Kanzel, Taufbecken) wurde von dem in Son ansässigen Keramikkünstlerpaar Dagny und Finn Hald realisiert.

## Etymologie
Hølen kommt von høl (Mulde), der Ausbuchtung des Flusses im Ortszentrum. Der altnordische Ausdruck dafür war wahrscheinlich Hýlr.

## Persönlichkeiten
- geboren in Hølen
  - Helge Holter (1922–2007), Postmeister, Heimatpfleger und Lokalhistoriker
- wohnten zeitweilig in Hølen
  - Oluf Wold-Torne (1867–1919), Maler
  - Karl Johan Holter (1870–1960), Maler, Postmeister, Apotheker und Bibliothekar
  - Tor Åge Bringsværd (* 1939), Schriftsteller
  - Else Færden (* 1952), Schriftstellerin, Dramatikerin und Herausgeberin von Kinder- und Jugendliteratur